# Lasarte
Lasarte är en ort i Spanien.   Den ligger i provinsen Gipuzkoa och regionen Baskien, i den norra delen av landet, 300 km norr om huvudstaden Madrid. Lasarte ligger 16 meter över havet och antalet invånare är 17 782.
Terrängen runt Lasarte är kuperad åt sydväst, men åt nordost är den platt. Lasarte ligger nere i en dal. Runt Lasarte är det tätbefolkat, med 383 invånare per kvadratkilometer. Närmaste större samhälle är San Sebastián, 6,3 km nordost om Lasarte. Omgivningarna runt Lasarte är en mosaik av jordbruksmark och naturlig växtlighet.